# Paragehyra tsaranoro
Paragehyra tsaranoro es un especie de gecos de la familia Gekkonidae. Es una especie endémicas del valle de Tsaranoro en Madagascar.

## Descubrimiento
El geco de Tsaranoro es una especie descrita en 2025 a partir de las investigaciones iniciadas en 2018 por el equipo de herpetólogos liderados por Francesco Belluardo de la Universidad Molise, Italia. Se considera una especie microendémica, pues solo habita en los fragmentos boscosos de Tsaranoro (46 ha), Ambatomainty (2 ha) e Iantaranomby (dentro del parque nacional de Andringitra), abarcando su presencia una extensión total de apenas 38,8 km2 con un área de ocupación de solo 16 km2.